# Panneau directionnel d'avertissement en France
En signalisation de direction, le panneau d’avertissement est destiné à alerter l’usager de la proximité d’un échangeur ou d’une bifurcation autoroutière. Ils sont composés de deux registres rectangulaires superposés.

## Histoire

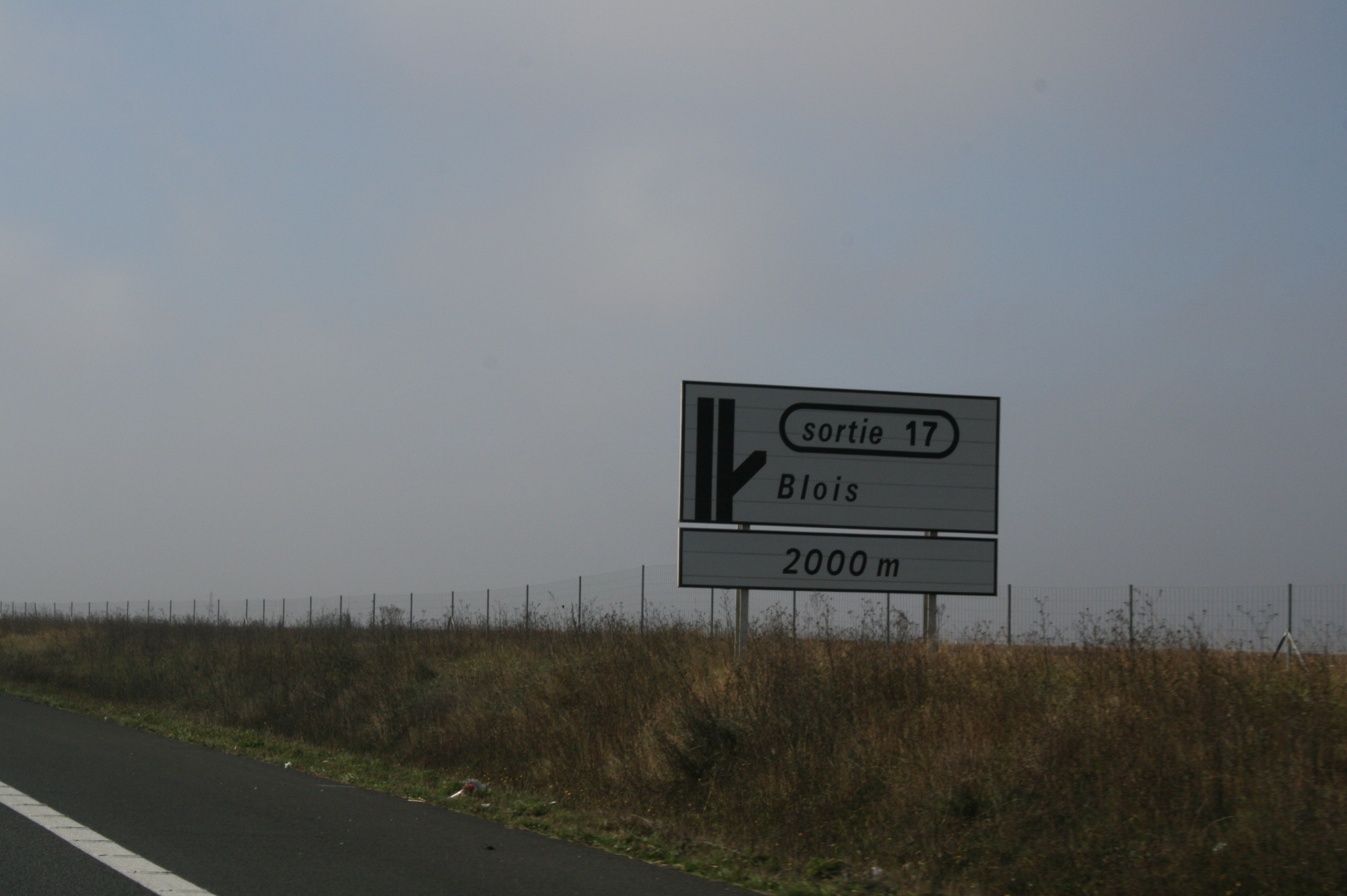
Ancien panneau D51a.

Les autoroutes n’ont été créées qu’en 1955 et par ailleurs il n’était fait nulle part mention, dans la loi, de chaussées séparées, contrairement à une opinion couramment répandue. C’est ce qui explique que la signalisation des autoroutes n’a pas fait l’objet d’une attention immédiate.
Ce n’est qu’avec l’instruction du 22 mars 1982, que les panneaux d'avertissement apparaissent. Les panneaux actuellement en vigueur ne sont plus ceux de 1982.

## Type D50: sans affectation de voies
Les panneaux de type D50 sont destinés à alerter l’usager de la proximité d’un échangeur ou d’une bifurcation autoroutière. 
| Code  | Type d’indication                                                                       | Couleur de fond des registres | Contenu du registre supérieur | Contenu du registre inférieur       | Illustration                                                          |
| ----- | --------------------------------------------------------------------------------------- | ----------------------------- | --- | ----------------------------------- | --------------------------------------------------------------------- |
| D51c  | Sortie simple                                                                           | Blanc                         | Schéma simplifié de l'embranchement. La branche de sortie, terminée en pointe de flèche, est complétée par le symbole d'échangeur SE2b ou SE2c | Distance de la sortie.              | Panneau D51c, modèle en vigueur, indiquant la sortie 19 à 2000 mètres |
| D51cr | Sortie simple donnant également accès à une aire de service ou de repos.                | Blanc                         | Schéma simplifié de l'embranchement. La branche de sortie, terminée en pointe de flèche, est complétée par le symbole d'échangeur SE2b ou SE2c, et par un encart bleu avec le nom de l'aire. | Distance de la sortie.              |                                                                       |
| D51d  | Sorties rapprochées                                                                     | Blanc                         | Schéma simplifié des deux embranchements. Chacune des branches de sortie, terminée en pointe de flèche, est complétée par le symbole d'échangeur SE2b ou SE2c. | Distance de la première sortie.     |                                                                       |
| D51dr | Sorties rapprochées, dont l’une donne également accès à une aire de service ou de repos | Blanc                         | Schéma simplifié des deux embranchements. Chacune des branches de sortie, terminée en pointe de flèche, est complétée par le symbole d'échangeur SE2b ou SE2c, et par un encart bleu avec le nom de l'aire. | Distance de la première sortie.     |                                                                       |
| D52a  | Bifurcation autoroutière simple                                                         | Bleu                          | Représentation de l'embranchement de manière simplifiée. Chacune des deux branches autoroutières, terminée en pointe de flèche, est complétée par le numéro de l'autoroute concernée dans un encart rouge et par la ou les mentions caractérisant la direction. Un ou plusieurs encarts verts comportant un numéro d'itinéraire européen peuvent compléter, le cas échéant, le numéro des autoroutes.                                        | Distance de la bifurcation.         |                                                                       |
| D52c  | Bifurcation autoroutière et de sorties rapprochées.                                     | Bleu                          | Représentation des embranchements de manière simplifiée. Les branches sont terminées en pointe de flèche. Chacune des deux branches autoroutières est complétée par le numéro de l'autoroute concernée dans un encart rouge et par la ou les mentions caractérisant la direction. La branche de sortie est complétée par un encart blanc comportant le symbole d'échangeur SE2b ou SE2c. Un ou plusieurs encarts verts comportant un numéro. | Distance de la première bifurcation |                                                                       |

## Type Da 50: avec affectation de voies
Les panneaux Da 50 sont destinés à alerter l’usager de l’affectation des voies à proximité d’une bifurcation ou d’un échangeur. 
| Code   | Type d’indication                                                                           | Couleur de fond des registres | Contenu du registre supérieur | Contenu du registre inférieur | Illustration |
| ------ | ------------------------------------------------------------------------------------------- | ----------------------------- | --- | ----------------------------- | ------------ |
| Da51b  | Sortie avec affectation de voies                                                            | Blanc                         | Schéma simplifié de l'embranchement. La voie de sortie affectée est représentée par un trait séparé terminé en pointe de flèche et complété par le symbole d'échangeur SE2b ou SE2c | Distance de la sortie.        |              |
| Da51br | Sortie donnant également accès à une aire de service ou de repos, avec affectation de voie. | Blanc                         | Schéma simplifié de l'embranchement. La voie de sortie affectée est représentée par un trait séparé terminé en pointe de flèche et complété par le symbole d'échangeur SE2b ou SE2c et par une reproduction du signal E35a . | Distance de la sortie.        |              |
| Da52a  | Bifurcation autoroutière avec affectation de voies.                                         | Bleu                          | Représentation de l'embranchement de manière simplifiée. La voie affectée est représentée par un trait séparé. Chacune des deux branches autoroutières, terminée en pointe de flèche, est complétée par le numéro de l'autoroute concernée dans un encart rouge et par la ou les mentions caractérisant la direction. Un ou plusieurs encarts verts comportant un numéro d'itinéraire européen peuvent compléter, le cas échéant, le numéro des autoroutes | Distance de la bifurcation.   |              |
| Da52b  | Bifurcation routière avec affectation de voies.                                             | Blanc                         | Représentation de l'embranchement de manière simplifiée. La voie affectée est représentée par un trait séparé. Chacune des deux branches routières, terminée en pointe de flèche, est complétée par la ou les mentions caractérisant la direction. | Distance de la bifurcation.   |              |

## Sources
- Arrêté du 24 novembre 1967 modifié relatif à la signalisation des routes et des autoroutes.
- Instruction interministérielle du 22 mars 1982 relative à la signalisation de direction.
- Norme NF P 98-532-4 - Caractéristiques typologiques des panneaux directionnels - juin 1991